# فهرست جاده‌های حد فاصل در تورنتو
فهرست جاده‌های حد فاصل در تورنتو (انگلیسی: List of contour roads in Toronto) در زیر جاده‌هایی در تورنتو، انتاریو، کانادا، که از شبکه شهری پیروی نمی‌کنند، فهرست می‌شود، این جاده‌ها اغلب به عنوان جاده‌های حد فاصل یا جاده‌های مورب شناخته می‌شوند.